# Louis Calhern
Louis Calhern, pseudonimo di Carl Henry Vogt (New York, 19 febbraio 1895 – Nara, 12 maggio 1956), è stato un attore statunitense.

## Biografia
Louis Calhern crebbe dapprima a Brooklyn, suo luogo di nascita, poi si spostò con la famiglia a St. Louis, Missouri. Mentre si allenava nella squadra di football del suo liceo, venne notato da un manager di una compagnia teatrale itinerante, che lo scritturò come attore. La crescente passione per la recitazione riportò il giovane Calhern a New York poco prima dello scoppio della prima guerra mondiale, per tentare di intraprendere definitivamente la carriera di attore. Iniziò la carriera dapprima recitando per diverse compagnie teatrali itineranti e poi come attore per spettacoli di varietà.
La sua carriera venne però interrotta dallo scoppio del primo conflitto mondiale, quando venne richiamato alle armi per servire il suo paese oltreoceano. Rientrato in America al termine del conflitto, divenne un idolo del pubblico teatrale recitando nello spettacolo The Cobra e presto iniziò a muovere i primi passi anche sui set cinematografici. Durante i primi anni trenta si specializzò in ruoli di caratterista in diverse pellicole, mentre continuava però a riscuotere un certo successo con ruoli da protagonista a teatro.
La sua definitiva consacrazione come stella del cinema giunse tardi, quando venne scritturato dalla Metro-Goldwyn Mayer all'inizio degli anni cinquanta. Tra le interpretazioni più importanti della sua carriera, sono da ricordare il suo ruolo di comprimario in Giungla d'asfalto (1950) con Marilyn Monroe, l'interpretazione del celebre giurista americano Oliver Wendell Holmes nella pellicola biografica The Magnificent Yankee (1950) e la sua interpretazione di Giulio Cesare nell'omonimo film di Joseph L. Mankiewicz (1953).
Calhern morì il 12 maggio 1956, a 61 anni, per un arresto cardiaco mentre si trovava a Nara per girare il film La casa da tè alla luna d'agosto. Venne sostituito dall'attore Paul Ford, che aveva interpretato in precedenza lo stesso ruolo nell'omonima commedia teatrale.

### Vita privata
Calhern si sposò quattro volte: le prime tre mogli furono delle attrici. Dal 1926 al 1927 fu sposato con Ilka Chase; dal 1927 al 1932 con Julia Hoyt; dal 1933 al 1942 con Natalie Schafer. Quindi, dal 1946 al 1955 con Marianne Stewart, figlia del regista tedesco Reinhold Schünzel.

## Riconoscimenti
Nel 1951 ottenne una candidatura agli Oscar come miglior attore protagonista e una candidatura ai Golden Globe per The Magnificent Yankee, diretto da John Sturges.

## Teatro
- Hedda Gabler, di Henrik Ibsen (nella traduzione di William Archer) (Broadway, 26 gennaio 1926)

## Filmografia
- What's Worth While?, regia di Lois Weber (1921)
- Too Wise Wives, regia di Lois Weber (1921)
- The Blot, regia di Lois Weber (1921)
- Donna, sveglia! (Woman, Wake Up), regia di Marcus Harrison (1922)
- The Last Moment, regia di J. Parker Read Jr. (1923)
- Stolen Heaven, regia di George Abbott (1931)
- The Road to Singapore, regia di Alfred E. Green (1931)
- La bionda e l'avventuriero (Blonde Crazy), regia di Roy Del Ruth (1931)
- La scomparsa di miss Drake (Okay America!), regia di Tay Garnett (1932)
- Night After Night, regia di Archie Mayo (1932)
- They Call It Sin, regia di Thornton Freeland (1932)
- Afraid to Talk, regia di Edward L. Cahn (1932)
- 20.000 anni a Sing Sing (Twenty Thousand Years in Sing Sing), regia di Michael Curtiz (1932)
- Silenzio sublime (Frisco Jenny), regia di William A. Wellman (1932)
- The Woman Accused, regia di Paul Sloane (1933)
- Strictly Personal, regia di Ralph Murphy (1933)
- The World Gone Mad, regia di Christy Cabanne (1933)
- I diplomaniaci (Diplomaniacs), regia di William A. Seiter (1933)
- La guerra lampo dei Fratelli Marx (Duck Soup), regia di Leo McCarey (1933)
- Il conte di Montecristo (The Count of Monte Cristo), regia di Rowland V. Lee (1934)
- The Man with Two Faces, regia di Archie Mayo (1934)
- Gli amori di Benvenuto Cellini (The Affairs of Cellini), regia di Gregory La Cava (1934)
- Sweet Adeline, regia di Mervyn LeRoy (1934)
- Arizona (The Arizonian), regia di Charles Vidor (1935)
- L'avventura di Anna Gray (Woman Wanted), regia di George B. Seitz (1935)
- Gli ultimi giorni di Pompei (Last Days of Pompei), regia di Ernest B. Schoedsack (1935)
- Troppo amata (The Gorgeous Hussy), regia di Clarence Brown (1936)
- Her Husband Lies, regia di Edward Ludwig (1937)
- Emilio Zola (The Life of Emile Zola), regia di William Dieterle (1937)
- Fast Company, regia di Edward Buzzell (1938)
- Il conquistatore del Messico (Juarez), regia di William Dieterle (1939)
- La ragazza della 5ª strada (Fifth Avenue Girl), regia di Gregory La Cava (1939)
- Charlie McCarthy, Detective, regia di Frank Tuttle (1939)
- Questa donna è mia (I Take This Woman), regia di W. S. Van Dyke (1940)
- Un uomo contro la morte (Dr. Ehrlich's Magic Bullet), regia di William Dieterle (1940)
- Il cielo può attendere (Heaven Can Wait), regia di Ernst Lubitsch (1943)
- Prediletta di nessuno (Nobody's Darling), regia di Anthony Mann (1943)
- Il ponte di San Luis Rey (The Bridge of San Luis Rey), regia di Rowland V. Lee (1944)
- Così vinsi la guerra (Up in Arms), regia di Elliott Nugent (1944)
- Notorious - L'amante perduta (Notorious), regia di Alfred Hitchcock (1946)
- Arco di trionfo (Arch of Triumph), regia di Lewis Milestone (1948)
- Il cavallino rosso (The Red Pony), regia di Lewis Milestone (1949)
- Il Danubio rosso (The Red Danube), regia di George Sidney (1949)
- Nancy va a Rio (Nancy Goes to Rio), regia di Robert Z. Leonard (1950)
- Anna prendi il fucile (Annie Get Your Gun), regia di George Sidney (1950)
- Giungla d'asfalto (The Asphalt Jungle), regia di John Huston (1950)
- L'indossatrice (A Life of Her Own), regia di George Cukor (1950)
- Il passo del diavolo (Devil's Doorway), regia di Anthony Mann (1950)
- Due settimane d'amore (Two Weeks with Love), regia di Roy Rowland (1950)
- The Magnificent Yankee, regia di John Sturges (1950)
- A Letter from a Soldier, regia di Don Weis (1951) (non accreditato)
- It's a Big Country, regia di Clarence Brown e Don Hartman (1951) (non accreditato)
- La casa del corvo (The Man with a Cloak), regia di Fletcher Markle (1951)
- Perfido invito (Invitation), regia di Gottfried Reinhardt (1952)
- Washington Story, regia di Robert Pirosh (1952)
- Il prigioniero di Zenda (The Prisoner of Zenda), regia di Richard Thorpe (1952)
- Matrimoni a sorpresa (We're Not Married!), regia di Edmund Goulding (1952)
- Il bruto e la bella (The Bad and the Beautiful), regia di Vincente Minnelli (1952) (voce)
- I professori non mangiano bistecche (Confidentially Connie), regia di Edward Buzzell (1953)
- Amanti latini (Latin Lovers), regia di Mervyn LeRoy (1953)
- Giulio Cesare (Julius Caesar), regia di Joseph L. Mankiewicz (1953)
- La porta del mistero (Remains to Be Seen), regia di Don Weis (1953)
- La sete del potere (Executive Suite), regia di Robert Wise (1954)
- I valorosi (Men of the Fighting Lady), regia di Andrew Marton (1954)
- Il principe studente (The Student Prince), regia di Richard Thorpe e, non accreditato, Curtis Bernhardt (1954)
- Controspionaggio (Betrayed), regia di Gottfried Reinhardt (1954)
- Rapsodia (Rhapsody), regia di Charles Vidor (1954)
- Athena e le 7 sorelle (Athena), regia di Richard Thorpe (1954)
- Il figliuol prodigo (The Prodigal), regia di Richard Thorpe (1955)
- Il seme della violenza (The Blackboard Jungle), regia di Richard Brooks (1955)
- Il suo angelo custode (Forever Darling), regia di Alexander Hall (1956)
- Alta società (High Society), regia di Charles Walters (1956)

## Doppiatori italiani
Nelle versioni in italiano dei suoi film Louis Calhern è doppiato da:
- Giorgio Capecchi in Così vinsi la guerra, Anna prendi il fucile, Giungla d'asfalto, L'indossatrice, Il passo del diavolo, Due settimane d'amore, La casa del corvo, Perfido invito, Il prigioniero di Zenda, Matrimoni a sorpresa, I professori non mangiano bistecche, Amanti latini, Giulio Cesare, La sete del potere, I valorosi, Il principe studente, Controspionaggio, Rapsodia, Athena e le 7 sorelle, Il figliuol prodigo, Il seme della violenza, Il suo angelo custode, Alta società
- Sandro Ruffini in Il ponte di San Luis Rey, La ragazza della 5ª strada, Minuzzolo
- Nino Pavese in Il conquistatore del Messico
- Emilio Cigoli in Il cielo può attendere
- Cesare Polacco in Notorious - L'amante perduta
- Aldo Silvani in Arco di trionfo
- Corrado Gaipa in La guerra lampo dei Fratelli Marx (doppiaggio tardivo)
- Michele Kalamera in Il ponte di San Luis Rey (ridoppiaggio)

Da doppiatore è sostituito da:
- Giorgio Capecchi in Il bruto e la bella